# La Revancha del Tango
A 2001-es La Revancha del Tango a Gotan Project debütáló nagylemeze. 2010 októberében megkapta a BPI 100 000 eladott példány után járó arany minősítését. Szerepel az 1001 lemez, amit hallanod kell, mielőtt meghalsz című könyvben.

## Az album dalai
|     | Cím                         | Szerző(k)   | Hossz |
| --- | --------------------------- | ----------- | ----- |
| 1.  | Queremos Paz                |             | 5:15  |
| 2.  | Época                       |             | 4:28  |
| 3.  | Chunga's Revenge            | Frank Zappa | 5:02  |
| 4.  | Tríptico                    |             | 8:26  |
| 5.  | Santa María (del Buen Ayre) |             | 5:57  |
| 6.  | Una Música Brutal           |             | 4:11  |
| 7.  | El Capitalismo Foráneo      |             | 6:13  |
| 8.  | Last Tango in Paris         |             | 5:50  |
| 9.  | La del Ruso                 |             | 6:22  |
| 10. | Vuelvo al Sur               |             | 6:59  |

## Közreműködők
- Philippe Cohen Solal
- Christoph H. Müller
- Eduardo Makaroff

## Fordítás
Ez a szócikk részben vagy egészben a La Revancha del Tango című angol Wikipédia-szócikk ezen változatának fordításán alapul.  Az eredeti cikk szerkesztőit annak laptörténete sorolja fel. Ez a jelzés csupán a megfogalmazás eredetét és a szerzői jogokat jelzi, nem szolgál a cikkben szereplő információk forrásmegjelöléseként.